# 4e régiment de cuirassiers

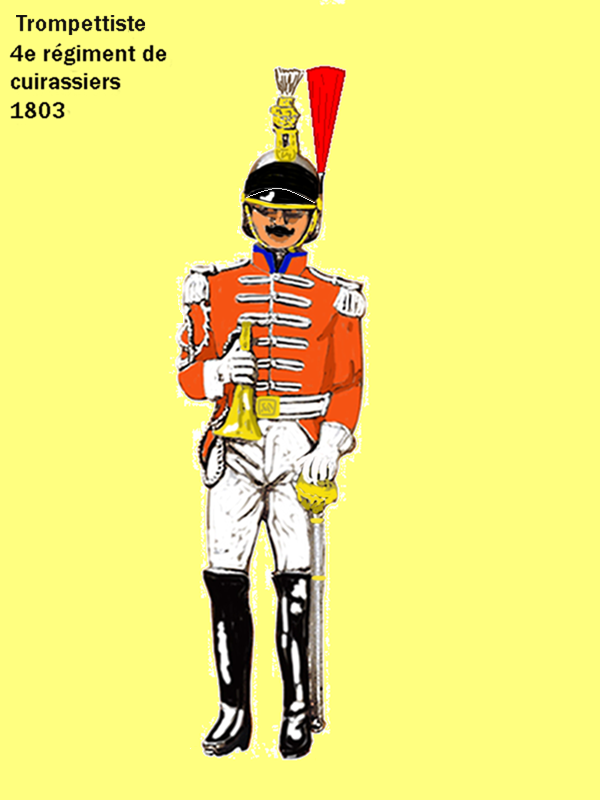
Trompeter des Regiments 1803

Das Régiment la Reine-Mère Cavalerie – zuletzt „4e régiment de cuirassiers“ (4. Kürassierregiment) war ein Kavallerieverband des Ancien Régime und ein Panzerregiment der Arme blindée et cavalerie in der 1re division blindée (1. Panzerdivision) der französischen Armee. Alten französischen Militärakten zufolge soll es bereits 1635 mit dem Marquis de Nantouillet als Mestre de camp aufgestellt worden sein. Allerdings findet sich in den vorhandenen Listen der Regimenter weder für 1635 noch 1638 der Namen „La Reine“ oder „Nantouillet“.
Nach dem Tod von Ludwig XIII. übernahm seine Ehefrau, Anne d’Autriche, die Regentschaft Frankreichs und die Inhaberschaft über dieses, ihr neues Leibregiment. Es wurde am 4. Juli 1643 mit der Bezeichnung „La Reine-Mère régiment“ zu zwölf Kompanien in Dienst gestellt. Neben dem Stab unter Mestre de camp-lieutenant Maugiron bestanden die Kompanien:
Fruges
Saillant,
Bailleul
Saint-Hérem
Vic
Lénoncourt
Vaucellas
Baradat
Maugiron fils
Saint-Martin,
Polignac
Boury.
Es erhielt die Regiments-Rangfolgenummer „13“ zugewiesen. Mit der Reform der Jahre 1761/62 wurden mehrere adlige Regimenter mit dem Prädikat „Royal“ versehen, sodass das Regiment „la Reine“ auf den 18. Rang gesetzt wurde. Am 1. Januar 1791 wurde die Rangfolge der Regimenter nochmals neu festgelegt, das Regiment erhielt nunmehr die Rangfolgenummer 4.
Im Jahre 1762 wurde das Personal des aufgelösten Kavallerieregiments „de Sainte-Aldégonde“ eingegliedert.

## Aufstellung und Umbenennungen in chronologischer Reihenfolge
- 1643: aufgestellt als „Régiment la Reine-Mère“
- 1666: Umbenannt in „Régiment la Reine“[5]
- 1791: Umbenannt in „4e régiment de cavalerie“
- 1803: Umbenannt in „4e régiment de cuirassiers“
- 1814: Umbenannt in „Cuirassiers d'Angoulême“
- 1815: Umbenannt in „4e régiment de cuirassiers“
- 1816: Umbenannt in „Cuirassiers de Berry“
- 1830: Umbenannt in „4e régiment de cuirassiers“
- 1916: Umgewandelt in „4e régiment de cuirassiers à pied“ (Kavallerie-Schützenregiment mit Abgabe der Pferde)
- 1919: Umgewandelt in „4e régiment de cuirassiers“
- 1927: Aufgelöst
- Januar 1933: Wiedererrichtet als „4e Groupe d'Auto-Mitrailleuses“ (4e GAM)
- Juli 1936: Umgewandelt in „4e régiment de cuirassiers“
- 1940: Aufgelöst
- 1944: Das Marne Sicherungsbataillon der (FFI) übernahm bei der Befreiung von Reims die Tradition der „4e cuirassiers“
- 1944: Wiedererrichtung als „4e régiment de cuirassiers“ in der „3e division blindée“ (3. Panzerdivision)
- 1964: Aufgelöst
- 1964: Wiedererrichtung des „4e régiment de cuirassiers“
- Juni 1997: Aufgelöst

## Mestres de camp/Colonels/Chefs de brigade
Mestre de camp war die Rangbezeichnung für den Regimentsinhaber und/oder den tatsächlichen Kommandanten. Sollte es sich bei dem Mestre de camp um eine Person des Hochadels handeln, die an der Führung des Regiments kein Interesse hatte (wie z. B. der König oder die Königin) so wurde das Kommando dem Mestre de camp lieutenant (oder Mestre de camp en second) überlassen. Die Bezeichnung Colonel wurde von 1791 bis 1793 und ab 1803 geführt, von 1793 bis 1803 verwendete man die Bezeichnung Chef de brigade. Ab 1791 gab es keine Regimentsinhaber mehr.
- 1643 bis 1666: Mestre de camp:[6] Die Königin-Mutter Anna von Österreich und Witwe von Ludwig XIII.
- 1666 bis 1683: Mestre de camp: Königin Maria Teresa von Spanien (1638–1683)
- 1683 bis 1725: Mestre de camp: Vakant[7]
- 1725 bis 1768: Mestre de camp: Königin Maria Leszczyńska
- 1768 bis 1791: Mestre de camp: Königin Marie-Antoinette

Mestre de camp-lieutenant
Claude, Comte de Maurigon – 4. Juli 1643
Pierre, Chevalier de Baradat – 18. Oktober 1651
Comte de Roussillon – 10. November 1652
Marquis de Nantouillet – 1656
Marquis de Villers – 20. Januar 1666
Comte de Rochebonne – 1676
Jean-Baptiste-Gaston, Marquis de Choiseul-Praslin – 14. Juni 1688
François du Rozel de Cagny, commandeur du Rozel – 29. August 1693
de Poujols, Comte de Trézan – 1. November 1693
Marquis de Baschi 1706
François de Baschi de Sausan, Marquis du Cayla – 22. September 1706 (Bruder des vorigen)
Louis-Charles-Antoine, Marquis de Beauvau – 20. Februar 1734
Philippe-Christophe Amateur, Comte de Galiffet – 6. März 1743
Louis-Aubert, Marquis de Tourny – 10. Februar 1759
Jean-Baptiste-Guillaume-Nicolas, Chevalier du Barry – 13. März 1771
Jacques-Henri-Salomon-Joseph, Comte de Roucy – 17. Juni 1776
François-René Hervé de Carbonnel, Vicomte de Canisy – 21. September 1788
Charles-Ignace, Chevalier de Raincourt 5. März 1792
Pierre de Roux – 13. April 1792
François-Louis de La Goublaye – 4. November 1792
Chef de brigade
Joseph d'Alban – 9. Februar 1794
Dominique Martin la Meuse – 5. Juli 1794
Jean-Baptiste-Antoine Laplanche – 2. Oktober 1794
Colonel
Fulgent Herbaut – 31. August 1803
Prince Aldobrandini Borghèse – 25. Juni 1808
Michel Menou baron Dujon – 23. Januar 1812
Jean Nicolas Habert – 11. Mai 1815
Jacques Guillaume Frédéric de Labachelerie – 1832
Jean-Simon de Hody – 1851
Achille Deban-Laborde – 1861
Auguste Billet (gefallen 1871)
Huguet – 1907
Poupel – 1941
Perrin – 1961
Paris – 1963
Boyer – 1965
Spaeth – 1967
Brossollet – 1969
Pommeret – 1971
Gossot – 1973
Bourgogne – 1975
Leblanc – 1977
de Gatellier – 1977
de Ballore – 1981
Hintzy – 1983
Nielly – 1985
Britch – 1987
Ponroy – 1989
Perrodon – 1992
le Porquier de Vaux – 1994
Trinquand – 1996

## Uniformierung des 18. Jahrhunderts

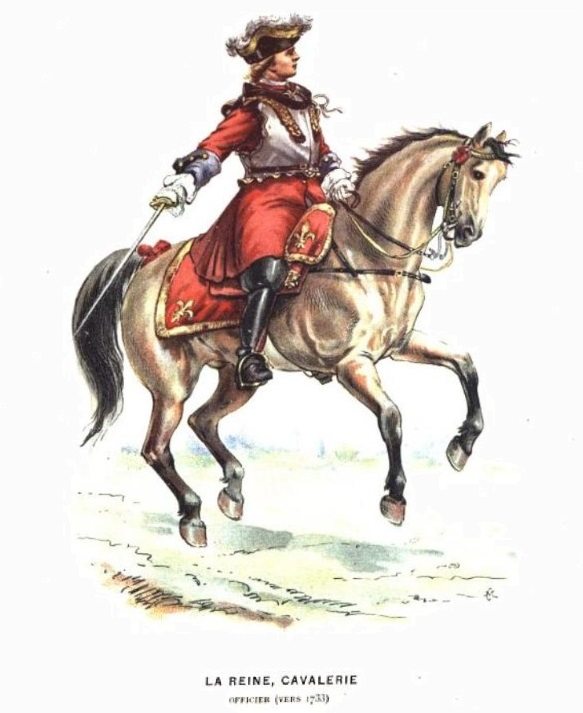
Offizier um 1733
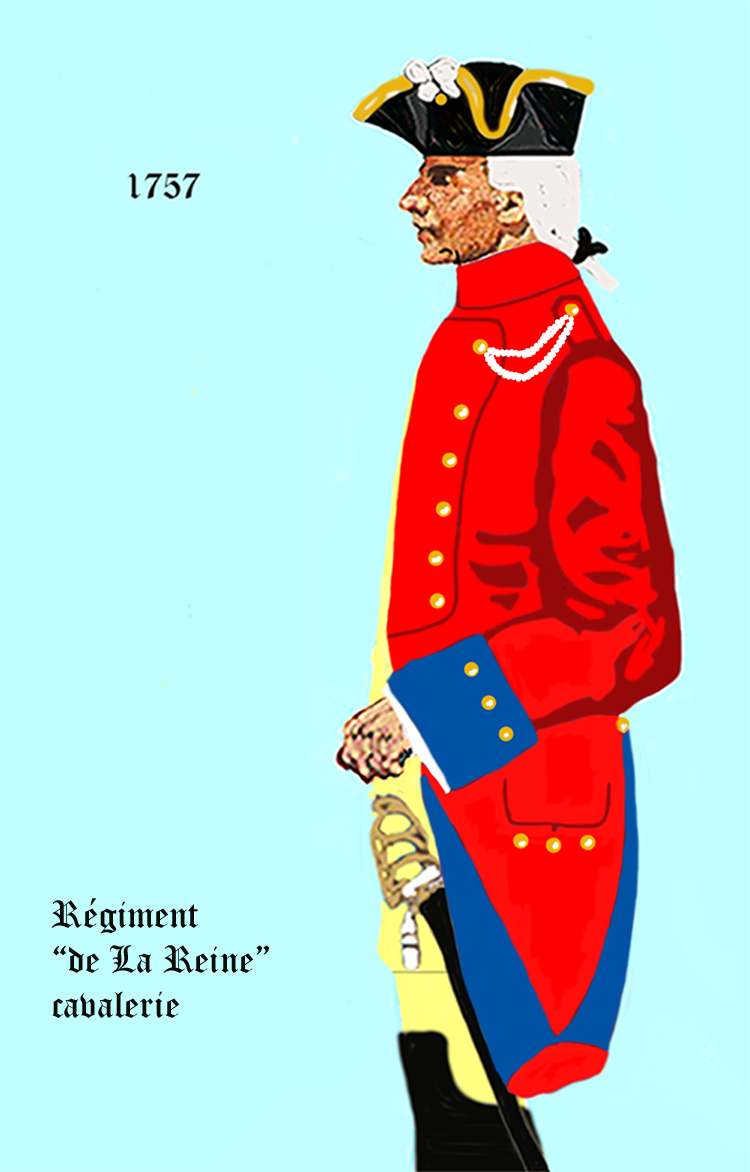
Uniform 1757–1762
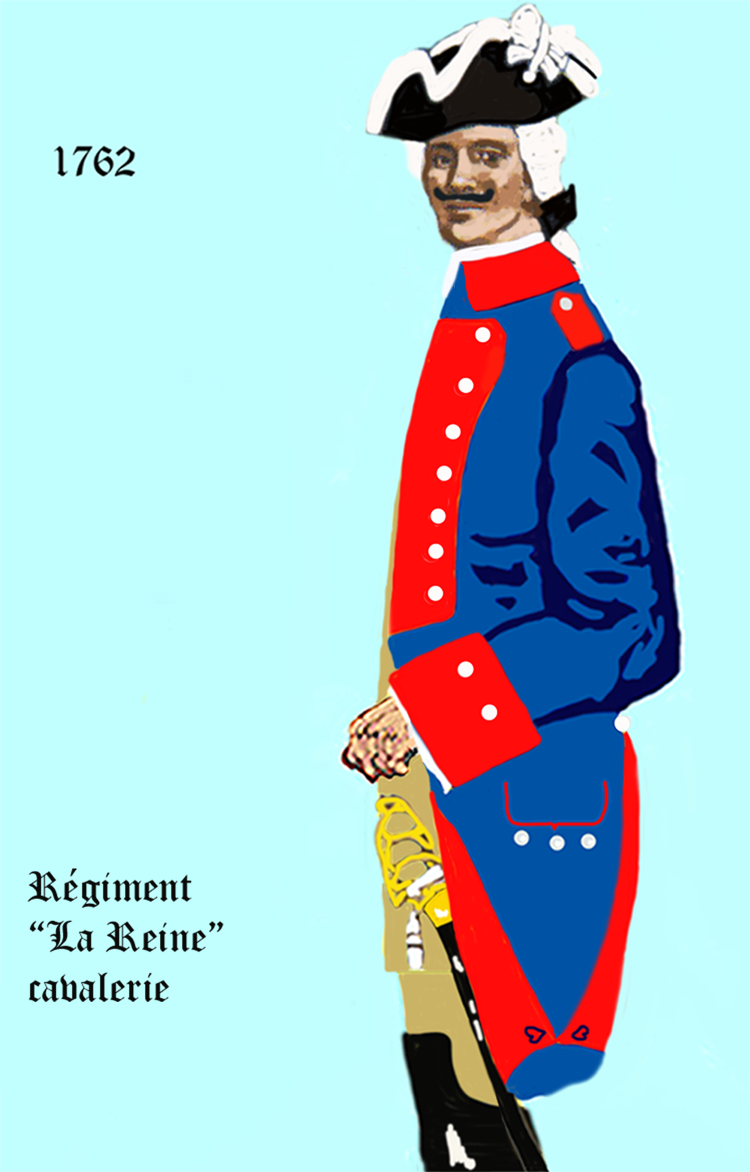
Uniform 1762–1767
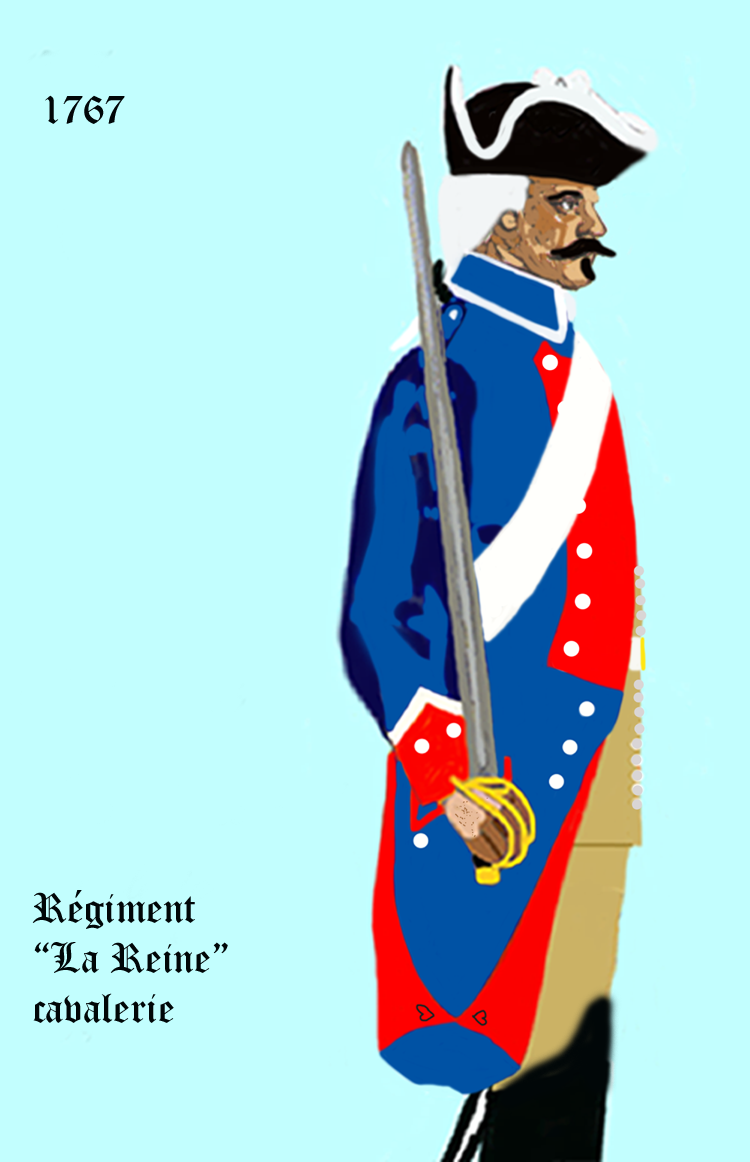
Uniform 1767–1776
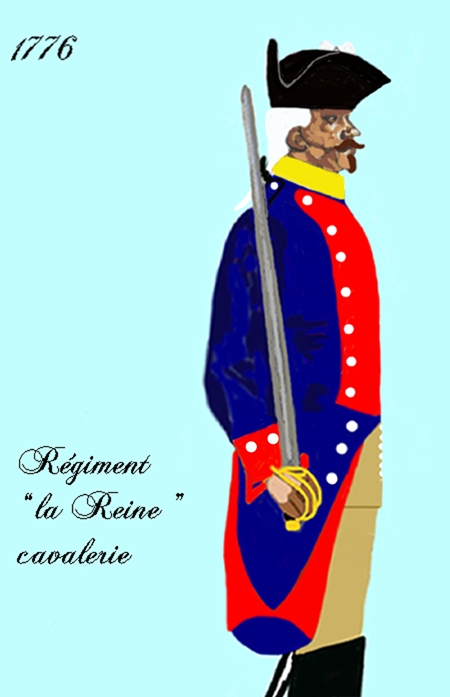
Uniform 1776–1779
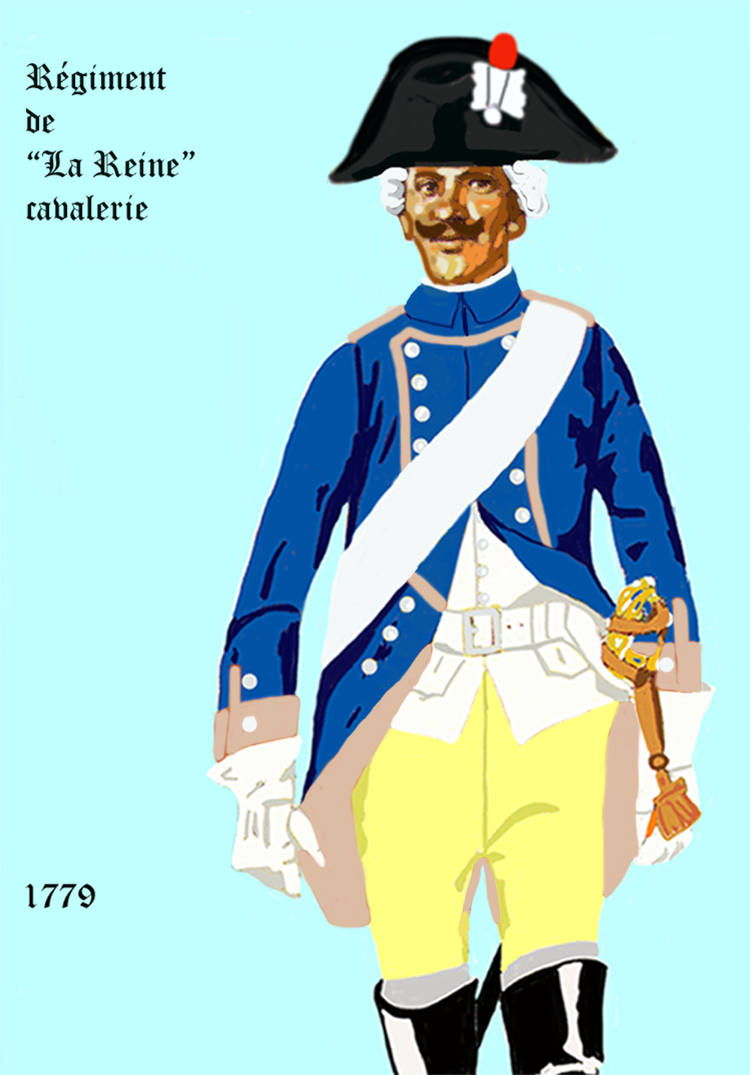
Uniform 1779–1786
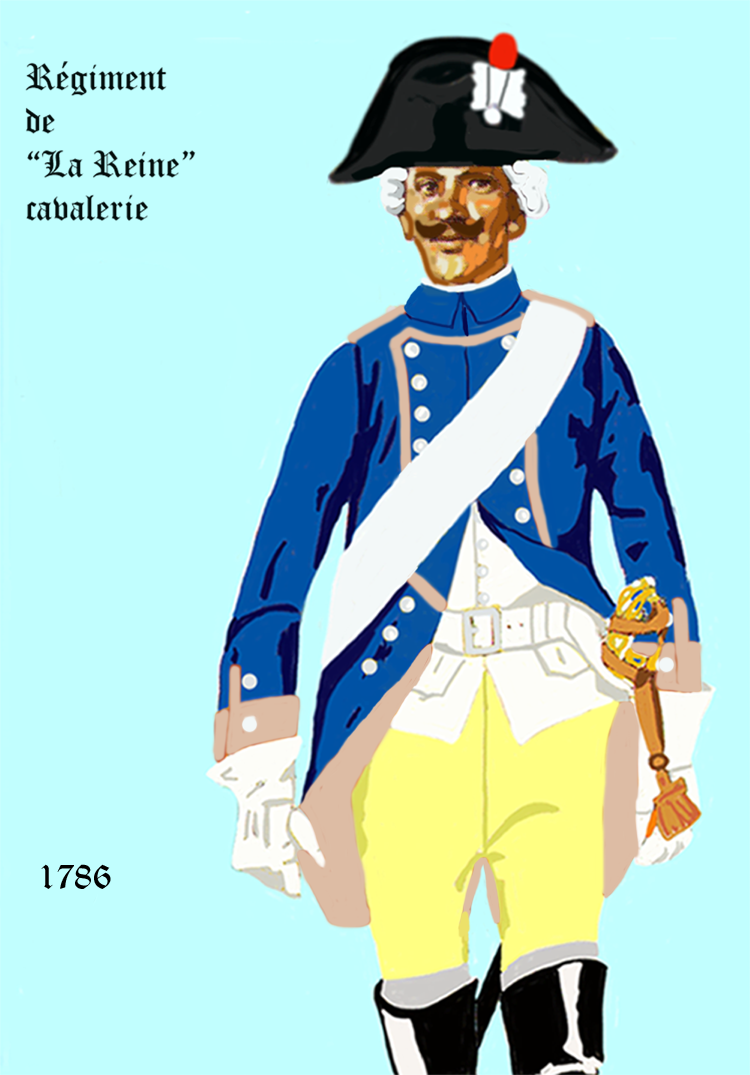
Uniform 1786–1791
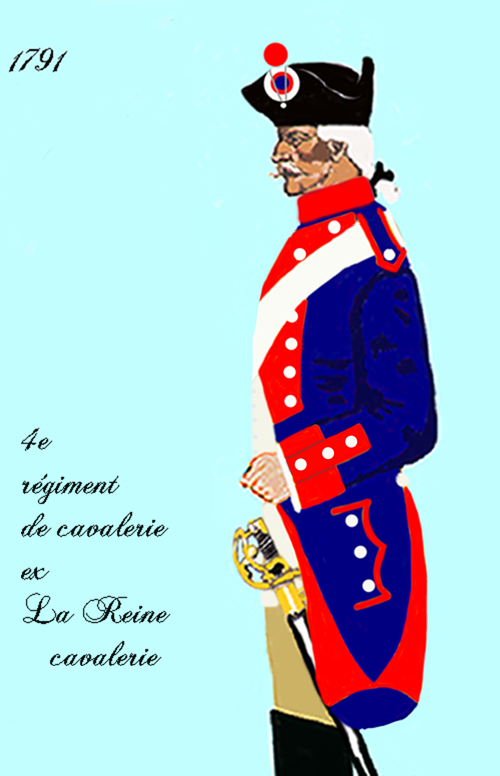
Uniform 1791–1792

## Gefechtskalender

### Dreißigjähriger Krieg
Nach der Zusammenführung der Kompanien zog das Regiment im gleichen Monat vor Thionville, dann nach Deutschland, wo es an der Wegnahme von Rottweil und der Schlacht bei Tuttlingen beteiligt war.
- 1644: Acht Kompanien verblieben in Deutschland, die anderen vier (Kompanien: Bailleul, Vic, Lénoncourt und Vaucellas) zogen nach Flandern, wo sie an der Belagerung von Gravelines, Menen und Béthune beteiligt waren. Die in Deutschland verbliebenen Kompanien nahmen am Gefecht bei Marienthal und der Schlacht bei Nördlingen, sowie der Belagerung von Heilbronn und Trier teil.
- 1646: Rückkehr nach Frankreich, um in der Normandie eingesetzt zu werden. Nachdem es zu Gehorsamsverweigerungen gekommen war, wurde zunächst die Ordnung wiederhergestellt[8] und der Verband in die Guyenne verlegt. Hier verblieb es um dann zur „Armée d'Italie“ beordert zu werden. Es war dort bei den Kämpfen um Orbitello und Piombino beteiligt. 60 „Maitres“ (Reiter) wurden zur Expedition zur Insel Elba abgeordnet, wo das Detachement bei der Wegnahme von Porto-Longone eingesetzt wurde.
- 1647: Erstürmung von Cremona und im darauffolgenden Jahr Kämpfe in dieser Gegend

### Aufstand der Fronde
- 1649: Verlegung in die Guyenne um hier Aufstände zu unterdrücken.
- 1650: Die sechs Kompanien, aus denen das Regiment noch bestand, lagen für einen Teil des Jahres in Berry. Im Herbst traten sie in der Champagne zur Armee des Marschall César de Choiseul, Comte du Plessis-Praslin der den Rebellen Turenne bekämpfte. Es nahm mit Erfolg an der Schlacht bei Rethel teil, wo es stark dezimiert wurde.
- 1651: Nach dem Exil des Kardinal Jules Mazarin wurde das „Régiment de La Reine-Mère“ ab dem 15. Februar reformiert. Der Premier Capitaine (Kommandeur), der Chevalier de Baradat, erhielt den Befehl, das Regiment ab dem 18. Oktober wieder auf den Stand von sechs Kompanien zu bringen. Unter dem neuen Kommandeur wurde es in Berry bei der Blockade von Montrond eingesetzt.
- 1652: Nach Paris beordert, kämpfte es unter Turenne[9] in der Schlacht im Faubourg Saint-Antoine. Nach dieser Aktion wurde es dem Kommando des Comte de Roussillon unterstellt.
- 1653: Das Regiment lag in Guyenne und in der Champagne
- 1654: Garnison in Guyenne und in der Champagne, dann Verlegung nach Piemont mit Standort in Casal

### Englisch-Spanischer Krieg
- 1655: Verlegung nach Flandern, Erstürmung von Landrecies

### Französisch-Spanischer Krieg
- 1656: Rückkehr nach Piemont, dann Teilnahme an der Belagerung von Valencia. Nach dieser Aktion wurde der Marquis de Nantoillet neuer Mestre de camp-lieutenant.
- 1657: Kämpfe in Italien
- 1658: Verlegung nach Flandern, Teilnahme an der Schlacht in den Dünen
- 1659: Garnison in Bergues

- 1661: Mit Generalorder vom 18. April wurde das Regiment auf die Compagnie du mestre de camp reduziert
- 1665: Der Marquis de Nantoillet erhielt am 7. Dezember den Befehl, das Regiment wieder auf die volle Stärke zu bringen.
- 1666: Nach dem Tod der Königin-Mutter wurde die Königin neue Inhaberin des Regiments. Mit einem Bestand von 9 Kompanien stand es unter dem Kommando des Marquis de Villiers in Flandern und der Franche-Comté.
- 1668: Wie alle Kavallerie-Regimenter wurde auch das „la Reine“ auf nur noch eine Kompanie reduziert.

### Holländischer Krieg
- 1672: Der Marquis de Villiers rekrutierte fünf weitere Kompanien und marschierte noch im gleichen Jahr nach Holland und Deutschland, wo sie zur Armee von Turenne stießen.
- 1674: In der Armee des Prince de Condé, Teilnahme an der Schlacht bei Seneffe
- 1677: Kämpfe unter dem Duc d’ Orléans bei Cambrai und Cassel

### Pfälzischer Erbfolgekrieg
- 1689: „La Reine“ stand bei der Armee Marschall Roussillons und beteiligte sich an der Belagerung von Campredon und den Kämpfen bei Walcourt
- 1690: Kämpfe in Belgien, Schlacht bei Fleurus
- 1691: In Flandern mit Kämpfen bei Leuze und Neerwinden
- 1692: Teilnahme an der Schlacht bei Steenkerke
- – 1696: Kämpfe im Pfälzischen Erbfolgekrieg. Danach an der Maas garnisoniert.

### Spanischer Erbfolgekrieg
- 1701: Feldzug an den Rhein
- 1706: Feldzug nach Italien. Das Regiment zeichnete sich in der Schlacht bei Luzzara aus, ebenso unter dem Marquis du Cayla bei Castiglione.
- 1707: Unter dem Bruder des letzteren verlegte der Verband in die Dauphiné und nach Flandern
- 1708: Feldzug nach Spanien
- 1709: Feldzug nach Flandern, Schlacht bei Malplaquet
- 1712: Unter Marschall Villars in Denain
- 1713: Feldzug nach Deutschland mit Kämpfen bei Landau und Freiburg im Breisgau

### Krieg der Quadrupelallianz
- 1719: Zum Feldzug nach Spanien kommandiert

- 1727: Garnison im Lager an der Sambre
- 1732: Garnison im Elsass

### Polnischer Thronfolgekrieg
- 1733: Teilnahme an der Belagerung von Kehl
- 1734: Beteiligt an dem Angriff auf die Ettlinger Linie und der Belagerung der Festung Philippsburg,
- 1735 Beteiligt am Gefecht bei Klausen. Nach dem Friedensschluss bezog das Regiment Quartiere in Landau und Wissembourg.

### Österreichischer Erbfolgekrieg
- 1742: Verlegung nach Böhmen und Teilnahme an der Einnahme von Prag. Kämpfe bei Sahay und bei der Verteidigung von Prag
- 1743: Schlacht bei Dettingen
- 1744: Gefecht bei Augenheim und Streifzug nach Bayern, danach Winterquartiere in Schwaben
- 1745: Feldzug im Elsaß
- 1746: Mit der Armée de Flandre vereinigt, Teilnahme an der Belagerung von Charleroi, der Schlacht bei Roucourt und der Schlacht bei Lauffeldt. Dann Verlegung nach Bergen op Zoom
- 1748: Besatzung in Antwerpen

- 1749: Garnison in Rennes und Ancenis, 1750  in Hesdin, 1751 in Saint-Maixent, 1752 in Straßburg, 1753 in Orléans, 1754 in Châteaudun, 1755 in Douai, 1757 in Limoges und Valenciennes

### Siebenjähriger Krieg
Das Regiment kämpfte beim Feldzug nach Hannover, in der Schlacht bei Hastenbeck, der Schlacht bei Roßbach, der Schlacht bei Krefeld und der Schlacht bei Minden.
- 1760: Schlacht bei Warburg, danach Rückkehr nach Frankreich mit Garnison in Saint-Mihiel
- 1763: Garnison in La Flèche und Angers, 1764 in Valenciennes, Camp de Compiègne und in Besançon, 1766: in Dôle, 1767 in Castres und Alby-sur-Chéran, 1769 in Nevers und Moulins, 1771 in Valenciennes, 1773 in Agen, 1776 in Saarlouis, 1778 in Mirecourt[10]

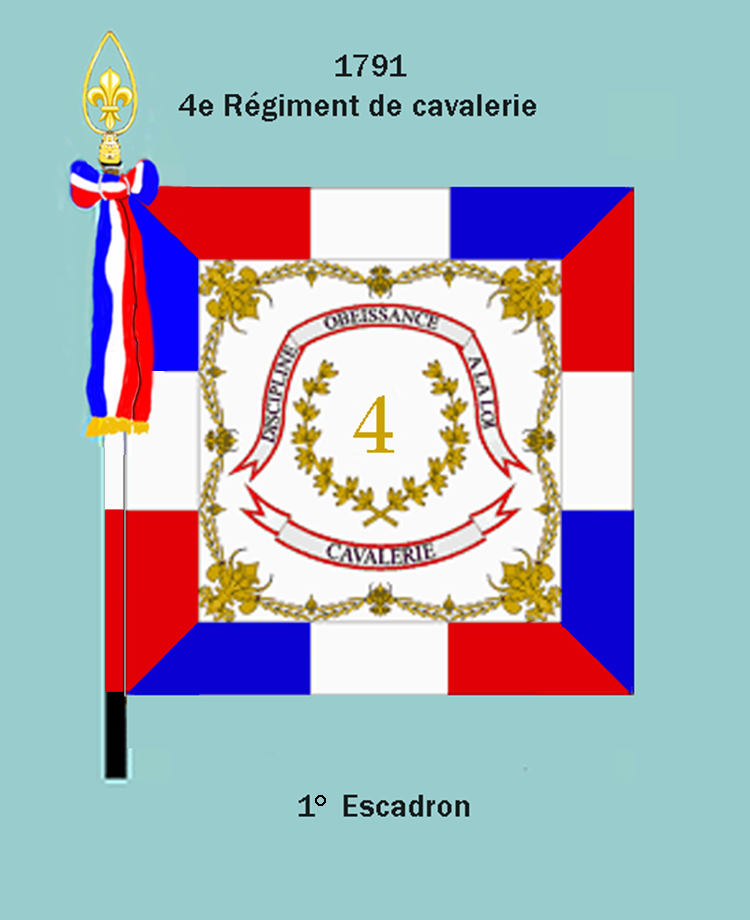
Standarte der 1. Escadron 1791

### Kriege der Revolution und des Kaiserreichs
- 1791: Kämpfe an der Mosel, der Sambre, der Donau und am Rhein
- Auszeichnung in der Kanonade bei Valmy und der Schlacht bei Fleurus.
- 1805: Schlacht bei Caldiero (Provinz Verona)
- 1807: Schlacht bei Heilsberg
- 1809: Schlacht bei Aspern, Schlacht bei Wagram
- 1812: Polotsk, Schlacht an der Beresina
- 1813: Schlacht bei Bautzen, Schlacht um Dresden, Völkerschlacht bei Leipzig
- 1814: Schlacht bei Brienne, Schlacht bei La Rothière, Schlacht bei Champaubert, Schlacht bei Vauchamps, Schlacht bei Laon, Schlacht bei Fère-Champenoise
- 1815: Schlacht bei Ligny, Schlacht bei Waterloo

### Von 1815 bis 1848
- 1814: Nach der ersten Abdankung Napoleons aufgelöst, wurde es sofort als „Régiment de Cuirassiers d'Angoulême No.4“ neu aufgestellt.
- 1815: Die Rückkehr des Kaisers führte zur Umbenennung in „4e Régiment de Cuirassiers“.

In der Schlacht bei Waterloo büßte das Regiment zwei Drittel seines Bestandes ein
Danach verlor es erneut den Namen „4e de Cuirassiers“ und wurde in „Régiment de cuirassiers de Berry No.4“ umbenannt.
Nach der Abdankung von König Karl X. im Jahre 1830 wurde dem Regiment wieder der Name „4e régiment de cuirassiers“ zugewiesen.

### Zweites Kaiserreich

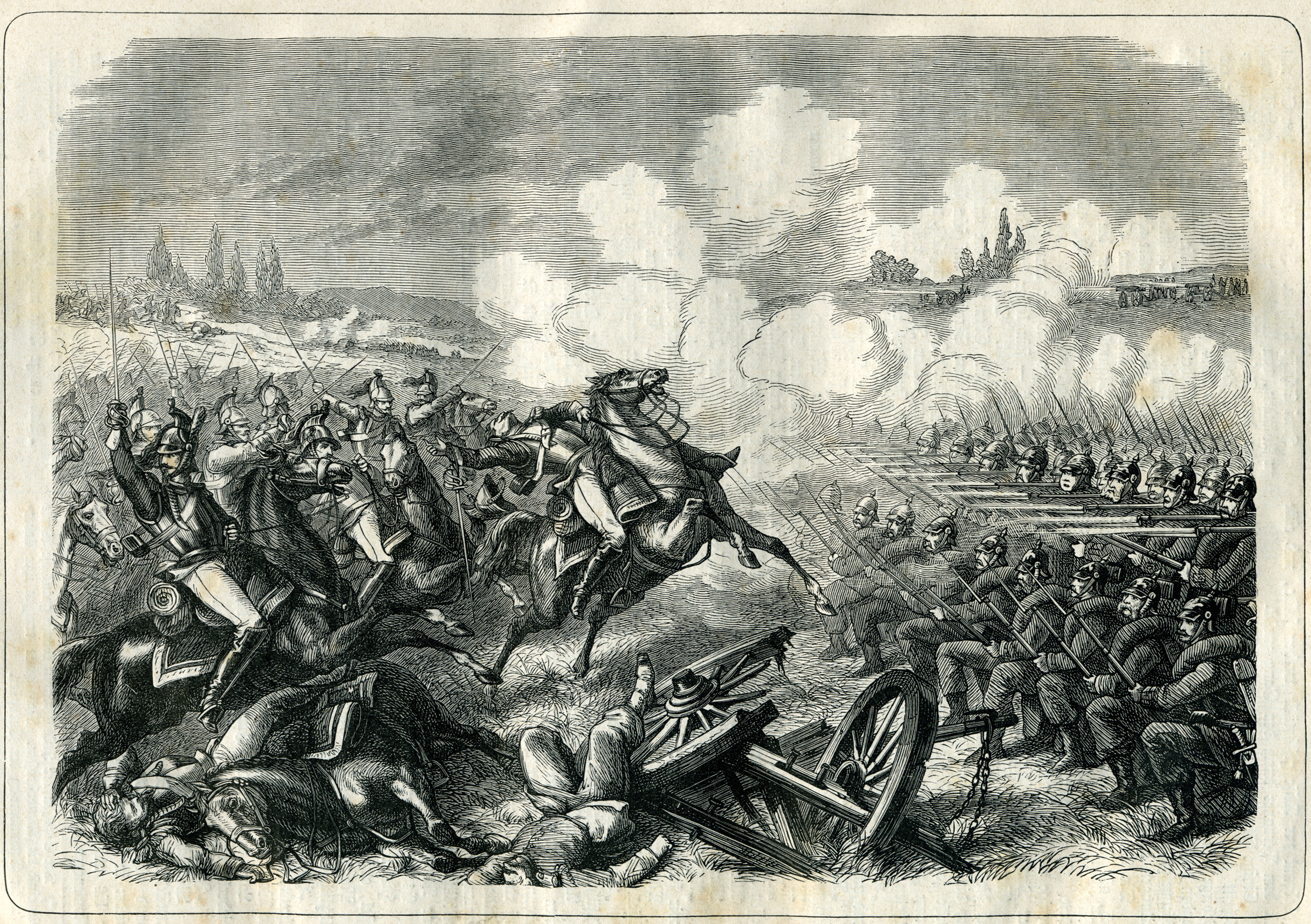
Attacke bei Reichshoffen

Im Deutsch-Französischen Krieg führte das Regiment unter seinem Kommandeur, dem Colonel Billet in der Schlacht bei Wörth einen äußerst verlustreichen Angriff gegen die preußischen Linien. Nach dem Ort des Geschehens erhielt es den ehrenvollen Beinamen „Cuirassiers de Reichshoffen“.

### Friedensgarnisonen
- 1870: Limoges, 1871–1874 Paris, 1874–1876 Versailles, 1876–1880 Angers, 1880–1889 Lyon, 1889–1914 Cambrai

### Erster Weltkrieg
Das Regiment rückte aus seiner Garnison in Cambrai aus und wurde mit dem 9e régiment de cuirassiers  zur „4e Brigade de Cavalerie“ unter Général Gouzil vereinigt. Diese Brigade gehörte zur „3e Division de Cavalerie“ unter Général Dor de Lastours.
Das Regiment setzte sich zusammen aus:
4 Escadrons zu je 4 Zügen (Pelotons)
1 Escadron außer der Reihe mit 1 Peloton mit 2 Mitrailleusen
30 Offiziere, 650 Unteroffiziere und Kürassiere
Auf Anweisung des Kommandeurs legten die Reiter im Oktober 1914 zeitweilig die Kürasse ab, da sie im Kampf zu Fuß nur hinderlich waren. Unter Berücksichtigung der Pferdeverluste wurde zunächst eine Escadron gänzlich in eine Kavallerie-Schützeneinheit umgewandelt, dann wurden im Winter 1914/15 die Kürasse endgültig abgelegt. Am 27. Mai 1916 saß das Regiment ab und wurde in einen Infanterieverband „4e Régiment de cuirassiers à pied“ (4. Kürassierregiment zu Fuß) umgewandelt. Es wurde der „1re division de cavalerie à pied“ – 1re DCP (1. Kavalleriedivision zu Fuß) zugeordnet und erwarb sich 1917 Lorbeeren in der Champagne (an der Mühle von Laffaux) im Département Aisne, dann 1918 wieder in der Champagne und in den Argonnen.
Zwei ehrenvolle Erwähnungen im Armeebefehl wurden mit der Verleihung der Fourragère in den Farben des Croix de guerre belohnt.

### Zwischenkriegszeit
- Teilnahme an der Rheinlandbesetzung
- 1927 aufgelöst
- Im Januar 1933 im „Quartier Jeanne d'Arc“[12] als „4e Groupe d'Auto-mitrailleuses – 4e GAM“ (4. Motorisierte Maschinengewehrgruppe – Gepanzerter Aufklärungsverband) wieder aufgestellt.

- Im Juli 1936 wurde der Verband in das „4e Régiment de Cuirassiers“ umgewandelt. Es war Teil der „1re Division Légère Mécanique“ (1. Leichten Mechanisierten Division) und bildete zusammen mit dem „18e Régiment de Dragons“ (18. Dragonerregiment) die „1re Brigade Légère Mécanique“ (1. Leichte Mechanisierte Brigade).

### Zweiter Weltkrieg
- Im März 1939 war das Regiment einsatzbereit.
- 23. August: Nach Erreichen der Bereitschaftsstufe A rückten die Escadrons in die Region Berru–Nogent-l'Abbesse aus.
- 26. August: Der Aufruf der Reservisten, sich gemäß der Mobilisierungsorder 1, 3, 6, im „Quartier Jeanne-d'Arc“ in Reims einzufinden, verursachte einen enormen Ansturm. Gleichzeitig begann die äußerst erfolgreiche Requirierung von Kraftfahrzeugen und Motorrädern.
- 1. September: Die Bereitschaftsstufe B war erreicht.
- 11. September: Die „4e cuirassiers“ verließen, nunmehr komplett, die Champagne und marschierten über Suippes, St. Ménéhould und Clermont-en-Argonne nach Souilly, fand jedoch hier keine Unterkunft und rückte am nächsten Tag an die obere Maas ab. Es folgte ein kurzer Aufenthalt in der Woëvre Ebene.
- 19. September: Das Regiment erreichte seinen Bestimmungsort in Sommedieue an der Maas. In diesem strategisch wichtigen Ort verblieb es für zwei Monate.
- 10. November: Die Einheit wurde in den Alarmzustand versetzt und rückte innerhalb von 13 Stunden an die belgische Front ab. Die gepanzerten Fahrzeuge wurden in Dugny verladen; die leichten Kräfte bildeten eine Marschkolonne, die in Mesnil-Annelles, nicht weit von Rethel, Quartier nahm. In der Morgendämmerung des nächsten Tages verlegte die Einheit ohne Zwischenfälle nach Saint-Amand-sur-Fion, die gepanzerten Fahrzeuge wurden in Saultain entladen.
- 12. November: Nach Aufhebung des Alarmzustandes verlegten die Kürassiere am 22. November nach Cambrai, wo sie Winterquartier bezogen.
- Mitte Januar 1940 spitze sich die allgemeine Lage zu, was erneut zur Alarmierung des Regiments führte.
- In der Nacht vom 14. auf den 15. Januar 1940 verlegte die Einheit bei Eis, Nebel und leichtem Schneefall ihre Escadrons nach Valenciennes, um dann in Douchy-les-Mines und der Umgebung von Noyelles-sur-Selle Quartier zu beziehen. Nach dem Ende des Alarms wurde dann Unterkunft in Esnes, Haucourt und Lesdain bezogen.
- Am 27. März 1940 stieß die „1re division légère mécanique“ zur „VIIe Armée“ unter Général Giraud und marschierte über Cambrai, Arras und Saint-Pol nach Fressin.
- Am 22. April erreichte die Einheit die Küste und garnisonierte in der Region Montreuil-sur-Mer. In den Dünen von Berck-Plage fanden die Schwadronen ausreichend Platz für Ausbildungszwecke.[13]
- Mai 1940: Kämpfe in Belgien und Französisch-Flandern. Die 1re D.L.M., gerade aus vier Schwadronen mit Somua S-35 bestehend, bewegte sich im Verband der „VIIe Armée (Général Giraud)“ nordwärts in Richtung der holländischen Grenze.
- Am 22. Mai folgte ein Angriff in Richtung Mont-Saint-Éloi. Nach einer Gefechtspause standen die Einheiten in der Linie von Dyle nach Gembloux, mit dem Stab der „2e D.L.M“ im Wald von Mormal, dem 18e régiment de dragons in Quesnoy und den 4e cuirassiers in Landrecies. Die letzten Panzer kämpften erfolgreich bis zum Ende. Dünkirchen bereits vor Augen, zerstörten dann die Besatzungen ihre letzten Panzerfahrzeuge.

Die Verdienste des Regiments während des Feldzuges des Jahres 1940 in Frankreich und Belgien brachten ihm auf Armeebefehl eine dritte Ehrung ein:
«Unter dem Kommando von Lieutenant-colonel Poupel war es in der Zeit vom 12. bis zum 31. Mai 1940 pausenlos an den Operationen in Belgien und Flandern beteiligt. Es zeigte hohe Qualität an Tapferkeit und Kampfgeist sowie die Bereitschaft, jeden Befehl unverzüglich auszuführen. Besonders erwähnt seien die Anstrengungen in der Region von Quesnoy am 17. und 18. Mai und an der Lys am 27. und 28. Mai. Aus der Schlacht am 31. Mai ist es in vorzüglicher Ordnung herausgegangen und zeigt ein herrliches Beispiel für vorbildliches Verhalten. Es bestätigte seinen Kampfwert in den Operationen in Ostfrankreich im Juni 1940.»
- 1943–1944 wurde das Regiment in Nordafrika neu aufgestellt und der „3e division blindée“ (3. Panzerdivision) zugewiesen.

### 1945 bis heute
- 1945: Französische Besatzungstruppe in Deutschland (Force française en Allemagne)
- 1951: Verlegung nach Reims
- 1968: Garnison in Wittlich dann in Bitche mit der 1re division blindée (1. Gepanzerten Division)
- Mai 1969 Zusammenlegung des Regiments mit dem „3e Régiment de lanciers“ (3. Ulanen-Regiment)
- Noch während die letzte Umstrukturierung im Gange war, musste der Kommandeur, Lieutenant-colonel Trinquand, das Regiment am 17. Juni 1997 um 11.00 Uhr antreten lassen, um offiziell die Auflösung mitzuteilen.

« Notre régiment fait partie de ceux qui doivent être dissous dès 1997. » (Unser Regiment ist eines derjenigen, die 1997 aufgelöst werden müssen.)
345 Jahre nach der Gründung verließen seine 850 Soldaten, darunter 200 Offiziere und Unteroffiziere ihre letzte Garnison in Bitche.
Capitaine Pinon erhielt die ehrenvolle Aufgabe, die glorreiche Standarte des Regiments einzurollen.

## Standarte

### Standarte des Ancien Régime

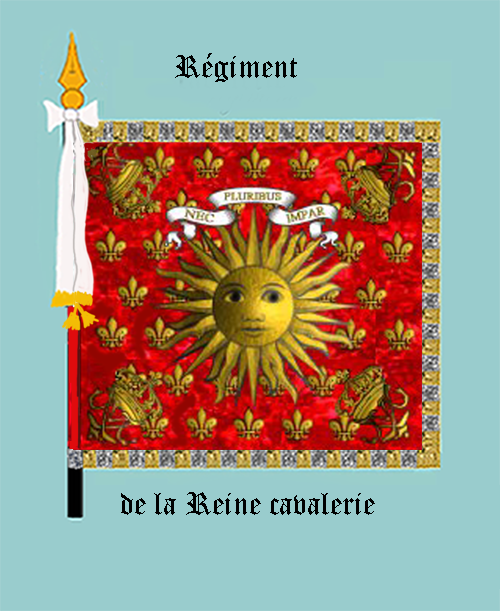
Standarte des Regiments als „La Reine Cavalerie“

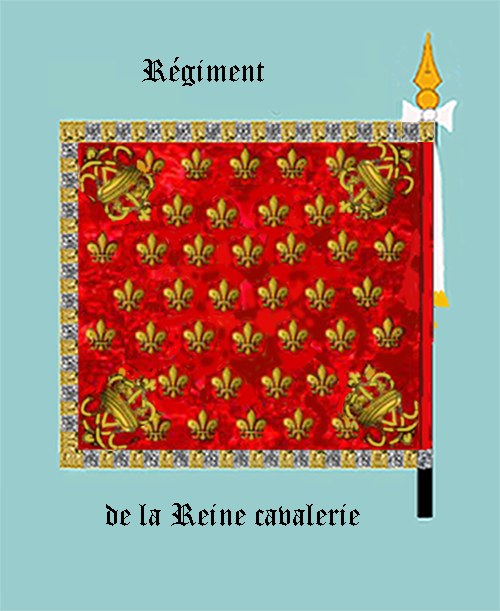
Rückseite (Letzte Ausführung als königliches Regiment mit der Insignien der Königin Marie-Antoinette)

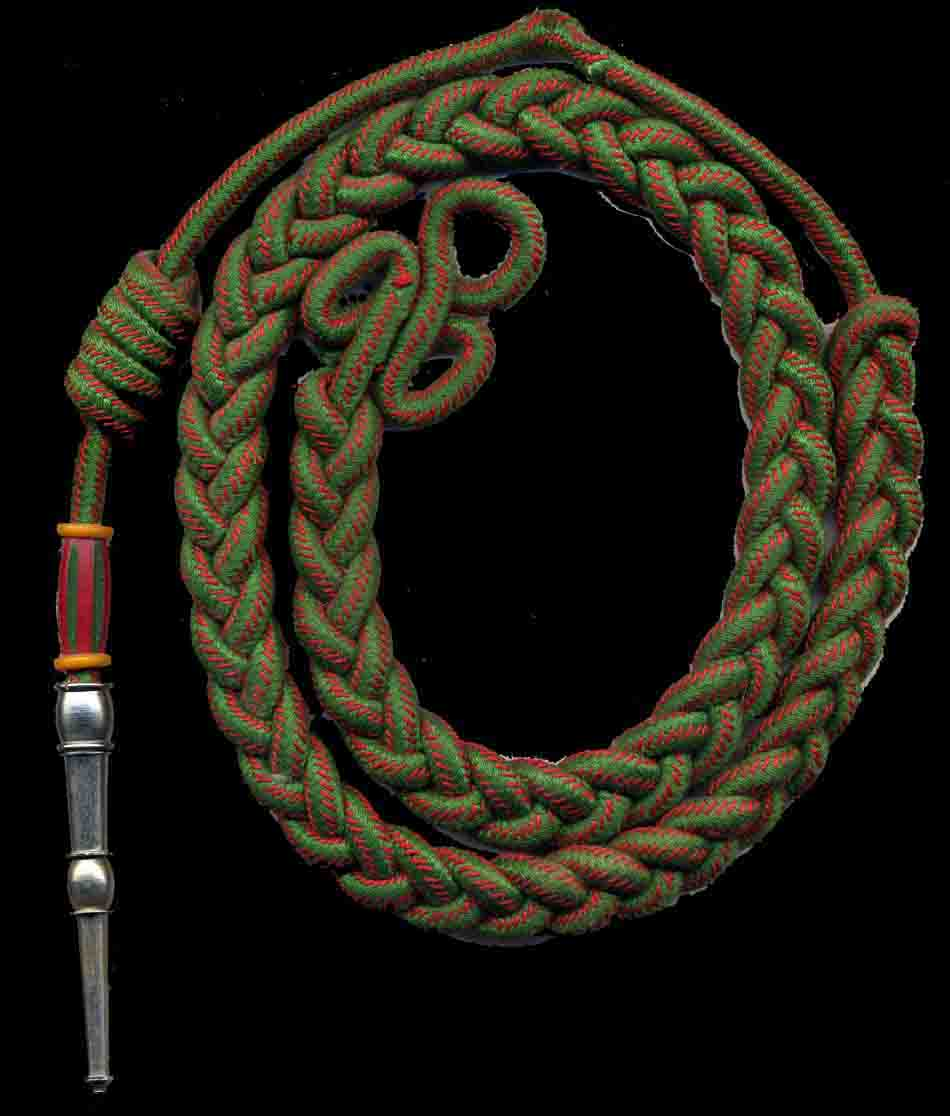
Die Fourragère in den Farben des Croix de guerre

Von seiner Aufstellung bis zur Französischen Revolution gehörte die Einheit zu den königlichen Regimentern. Oberstinhaber war stets die Königin (resp. zu Beginn die Königin-Mutter). Die Vorderseite zeigte die Sonne als Zeichen von Ludwig XIV., auf der Rückseite die Lilien des Hauses Bourbon mit dem Monogram der Königin in den vier Ecken. (Auf der Abbildung sind die Initialen der letzten Königin, Marie-Antoinette zu sehen.)

### Andere Standarten
Vom Beginn der französischen Revolution bis zum Ende des Zweiten Kaiserreichs wechselte das Regiment mehrfach die Standarten:
- Réglement de 1791 (noch als Regiment des Königs)
- Réglement de 1793 (Regiment der Ersten Republik)
- Réglement de 1794 (Regiment der Ersten Republik)
- Réglement de 1804 (Regiment des Kaiserreichs)
- Réglement de 1814 (Regiment des Königs in der Erste Restauration)
- Réglement de 1815 (Regiment des Kaisers)
- Réglement de 1815 (Regiment des Königs in der Zweiten Restauration)
- Réglement de 1848 (Regiment der Zweiten Republik)
- Réglement de 1852 (Regiment des Zweiten Kaiserreichs)
- Réglement de 1871 (Regiment von der Dritten Republik bis zur Auflösung)[18]

### Letzte Standarte
Auf der Standarte in den französischen Nationalfarben befinden sich im weißen Feld in goldenen Lettern die Namen der Schlachten, in denen das Regiment ruhmreich seit der Revolution gekämpft hat:
- Valmy 1792
- Fleurus 1794
- Heilsberg 1807
- Wagram 1809
- Dresde 1813
- l'Aisne 1917–1918
- Champagne 1918
- Argonne 1918

## Auszeichnungen
Das Fahnenband der Standarte ist dekoriert mit:
- dem Croix de guerre1914–1918 mit zwei Palmenzweigen.
- dem Croix de guerre 1939–1945 mit einem Palmenzweig.

Das Regiment hat das Recht die Fourragère in den Farben des Bandes des „Croix de guerre 1914–1918“ zu tragen.

## Bekannte Angehörige des Regiments
- Edgar Clarke (1799–1852), 2e Duc de Feltre[20], 2e Comte d'Hunebourg[21], als Capitaine im Regiment
- Arthur Clarke (1802–1829), Comte de Feltre, Bruder des vorigen, als Sous-lieutenant im Regiment, Mitglied der Ehrenlegion
- Alphonse Clarke (1806–1850), Comte de Feltre, Bruder des vorigen, als Sous-lieutenant im Regiment, Opernkomponist